# Gods and Monsters (Лунный рыцарь)
«Gods and Monsters» (с англ. — «Боги и монстры») — шестой эпизод американского телесериала «Лунный рыцарь» (2022), основанного на одноимённом персонаже компании Marvel Comics. В этом эпизоде Артур Хэрроу освобождает богиню Амат, в результате чего Марк Спектор и Стивен Грант пытаются их остановить. Действие эпизода происходит в медиафраншизе «Кинематографическая вселенная Marvel» (КВМ), разделяя преемственность с фильмами франшизы. Сценарный сюжет к нему написали Даниэль Иман и Джереми Слейтер, а телесценарий Джереми Слейтер, Питер Кэмерон и Сабир Пирзада. Режиссёром выступил Мохамед Диаб.
Оскар Айзек исполняет роль Марка Спектра / Лунного рыцаря, Стивена Гранта / Мистера Найта и Джейка Локли. Главные роли также исполняют Мэй Каламави и Итан Хоук.
Эпизод «Боги и монстры» был выпущен на Disney+ 4 мая 2022 года.

## Сюжет
Артур Хэрроу после выстрелов в Марка Спектра проверяет его тело, а затем с помощью ушебти богини Амат модернизирует свой посох и уходит. После этого Лейла прощается с телом Марка и уходит за Хэрроу. Прибыв на границу, Хэрроу с помощью обновлённого посоха выкачивает из пограничников их души, однако у одного из них душа остаётся, в результате чего Хэрроу берёт его с собой. Лейла, ехавшая вместе с ними и замаскированная под приспешника Артура, достаёт нож, однако богиня Таурт сообщает ей через погибшего пограничника, что Марк может ожить, и для этого просит её разбить ушебти бога луны Хонсу, а также предлагает ей стать своим аватаром. Лейла отказывается, убирает нож и следует с Хэрроу дальше.
Прибыв к пирамиде Хеопса, Хэрроу с помощью посоха открывает проход и заходит с приспешниками внутрь. Собравшиеся аватары богов пытаются его остановить, однако все погибают, за исключением Селима (аватара бога Осириса). Хэрроу разбивает ушебти Амат, в результате чего она высвобождается и благодарит Хэрроу. Она предлагает ему службу, так как весы Артура не находят баланса, с чем Хэрроу соглашается. Тем временем Лейла находит ушебти Хонсу и разбивает. Освободившийся Хонсу не чувствует Марка Спектра в мире живых и предлагает Лейле стать его аватаром, так как только аватар бога может заточить Амат, однако последняя отказывается. Хонсу выступает против Амат в одиночку.
В это же время, Марк Спектор, будучи в тростниковом поле вместе с Таурт, отказывается от покоя и возвращается в пески Дуата за Стивеном Грантом. Марк извиняется перед Стивеном и застывает вместе с ним. Внезапно врата Осириса открываются, и свет из них освобождает Марка и Стивена. Неожиданно на них начинает надвигаться волна Дуата, и они бегут к вратам. Появляется Таурт и с помощью своего корабля тормозит волну, помогая Марку и Стивену выбраться в мир живых.
Амат одолевает Хонсу и предлагает ему сдаться, однако последний отказывается. Внезапно он чувствует Марка и исчезает из пирамиды. В это же время Лейла узнаёт у умирающего Селима, что Амат можно заточить в теле аватара, однако им нужно больше аватаров. Внезапно в мёртвого Селима вселяется Таурт, и Лейла становится её аватаром. Хонсу вылечивает Марка и встречается с ним в пустыне. Марк и Стивен научились замещать друг друга без возмущений, в результате чего Стивен договаривается с Хонсу об их освобождении. Возобновив свои силы, Марк с помощью брони летит к пирамиде.
Тем временем Хэрроу взбирается на пирамиду и с помощью силы Амат дарует своим приспешникам способность к суду, в результате чего Амат начинает поглощать «грешные» души местных жителей и становится больше в размерах. На пирамиду прибывает Лунный рыцарь и вступает в битву с Хэрроу, в то время как Хонсу, также увеличившись до размеров Амат, вступает уже в битву с ней. К битве присоединяется Лейла в обновлённом костюме и сражается с приспешниками Артура и самим Хэрроу. Амат начинает побеждать Хонсу, в то же время и Хэрроу начинает одерживать вверх, в результате чего Лейле приходится спасать автобус с жителями. Внезапно Марк отключается и приходит в себя с поверженным на руках Хэрроу и его убитыми приспешниками. Стивен снова подтверждает, что это делали не они, и Лейла просит Марка взять Хэрроу с собой в пирамиду. Они помещают его на алтарь, и при помощи статуй других богов, заточают Амат в Артуре Хэрроу. Хонсу просит убить Артура, так как Амат внутри него продолжит убивать. Марк пытается это сделать, но Лейла отговаривает его. Марк просит Хонсу освободить их, что он и делает, в результате чего Марк снова просыпается в психиатрической лечебнице. Поняв по следам от Хэрроу, что этот мир нереален, Марк просыпается в своём доме, мирно общаясь со Стивеном и в очередной раз падая от ремня на ноге.
В сцене после титров, неизвестный в форме таксиста забирает Артура Хэрроу из реальной психиатрической лечебницы и сажает в белый лимузин. В салоне оказывается Хонсу в белом смокинге, и Хэрроу предупреждает его, что он не сможет им с Амат навредить. Хонсу сообщает Артуру, что Марк Спектор на самом деле не знает, насколько он сломан. Затем он представляет третью личность Марка — таксиста Джейка Локли, и последний убивает Хэрроу.

## Маркетинг
Постер к эпизоду был представлен официальным аккаунтом сериала в Твиттере за день до его выхода.

## Релиз
Эпизод «Боги и монстры» был выпущен на стриминговом сервисе Disney+ 4 мая 2022 года.

## Реакция
На сайте-агрегаторе рецензий Rotten Tomatoes эпизод имеет рейтинг 92 % со средней оценкой 7,8 из 10 на основе 12 отзывов. Мэтт Фоулер из IGN дал серии 8 баллов из 10 и назвал её удовлетворительной. Мануэль Бетанкур из The A.V. Club поставил эпизоду оценку «B-»; ему понравились боевые сцены с Мистером Найтом. Кирстен Говард из Den of Geek вручила серии 4 звезды из 5 и отметила, что в ней «было несколько замечательных сцен». Даррен Муни из The Escapist подчеркнул, что «в конце концов, „Лунный рыцарь“ преподнёс несколько сюрпризов». Кофи Оутлау из ComicBook.com писал, что «самый большой твист» «происходит в сцене после титров». Мэгги Боччелла из Collider присвоила «Богам и монстрам» оценку «A+» и посчитала, что главный герой «приходит к своему героическому концу, отказываясь убить Хэрроу». Энди Уэлч из The Guardian назвал сражение двух богов «битвой в стиле Годзиллы». Эндрю Вебстер из The Verge подчёркивал, что сериал рассказывает не только «о двух противоположных личностях Лунного рыцаря», но и «о двух противоположных концепциях справедливости». Бен Шерлок из Game Rant дал эпизоду 3 звезды с половиной из 5 и отметил, что он «менее сосредоточен на психологических переживаниях, чем его предшественники».

## Комментарии
1. ↑  Ранее в сериях он проводил суд над душами при помощи посоха и татуировки весов, однако с обновлённым посохом Артур одним ударом по земле проводит суд.
2. ↑  Амат увеличивалась в размерах благодаря поглощению множества душ, в то время как Хонсу увеличивался в размерах благодаря полнолунию.